# Perameles bougainville
Perameles bougainville, conhecido como bandicoot-de-bougainville(a), é uma espécie de marsupial da família Peramelidae, endêmica da Austrália. Pode ser encontrada apenas nas ilhas Dorre e Bernier. Foi extinta no continente.
Uma subespécie, Perameles bougainville fasciata, foi completamente extinta na década de 1930.